# Sandra Boragno
Sandra Boragno Delfino (Uruguay, 3 de noviembre de 1964) es una magistrada uruguaya, quien se desempeña como Procuradora del Estado en lo Contencioso Administrativo desde setiembre de 2022, siendo la primera mujer en ocupar este cargo en la historia de la institución.

## Primeros años
Cursó estudios en la Facultad de Derecho de la Universidad de la República, donde obtuvo el título de Doctor en Derecho y Cs Sociales, abogada en 1989.

## Fiscal Letrada en el interior
En junio de 1995 inició su carrera en el Ministerio Público al ser designada Fiscal Letrada de Young.
En noviembre de 1997 fue trasladada a la Fiscalía Letrada de Paysandú de Primer Turno.
En febrero de 2002 fue nuevamente transferida, pasando a desempeñarse como Fiscal Letrada de Canelones de Segundo Turno.

## Fiscal Letrada en la capital
En octubre de 2007 ascendió a cumplir funciones en Montevideo en calidad de Fiscal Letrada en lo Civil de Sexto Turno.
En abril de 2014 fue trasladada a la Fiscalía Letrada de lo Penal de 15° Turno.
Con la entrada en vigencia del nuevo Código del Proceso Penal aprobado por ley 19.293 a fines del año 2014, que tras sucesivas modificaciones y prórrogas comenzó a regir en noviembre de 2017,y que implicó el cambio de un sistema penal inquisitivo a uno acusatorio y adversarial con procesos orales, asumiendo la Fiscalía el rol de instrucción de las investigaciones antes asignado al Poder Judicial, Boragno pasó a desempeñarse en la Fiscalía Penal de Montevideo de Flagrancia y Turno de 10º turno.
En marzo de 2018 fue trasladada a la Fiscalía Especializada en Violencia Doméstica de Cuarto Turno,y en octubre de 2018 fue nuevamente transferida a la Fiscalía Penal de Delitos Sexuales, Violencia Doméstica y Violencia basada en Género de Tercer Turno.

## Procuradora del Estado en lo Contencioso Administrativo
El 29 de setiembre de 2022 fue designada Procuradora del Estado en lo Contencioso Administrativo,
en reemplazo de Rafael Ubiría que había cesado meses antes por alcanzar el plazo máximo de permanencia en el cargo.
Es la primera mujer titular del cargo de Procurador del Estado desde su creación en 1952.

## Vida personal
Está casada desde 1988 con Omar Paganini,ministro de Industria, Energía y Minería y luego de Relaciones Exteriores en el gobierno del presidente Luis Lacalle Pou.